# Digimon Survive
Digimon Survive (デジモンサヴァイブ?) è un videogioco della serie Digimon pubblicato nel 2022 da Bandai Namco Entertainment per PlayStation 4, Nintendo Switch, Xbox One e Microsoft Windows.

## Sviluppo
Digimon Survive è stato annunciato nel 2018 all'interno della rivista Weekly Shōnen Jump. Il gioco è stato inizialmente rinviato al 2020, poi al 2021 e infine al 2022.
Il gioco è rimasto a lungo senza una data di uscita, fino a quando nell'aprile 2022 è stata confermata la pubblicazione il 28 luglio in Giappone e il 29 luglio nel resto del mondo.

## Accoglienza
A dicembre 2022 Bandai Namco Entertainment ha annunciato che il gioco aveva venduto oltre 500 000 copie.